# Текстафріка (Шимойо)
Групу Деспортіву е Рекреатіву ді Текстафріка ду Шимойо або просто Текстафріка (порт. Grupo Desportivo e Recreativo da Textáfrica do Chimoio) — професіональний мозамбіцький футбольний клуб з міста Шимойо.

## Історія клубу
Клуб був заснований в 1928 році португальської колоніальної адміністрацією під назвою «Спорт Клубе де Віла Пері». Назва «Текстафріка» належить великій текстильній фабриці, яка підтримує клуб.
Його розквіт припадає на період кінця 1960 — початку 1970-их років, коли клуб тричі виграв чемпіонат португальської провінції Мозамбік (1969—1973 роки). Перший, після здобуття незалежності, чемпіонат Мозамбіку клуб виграв у 1976 році.
У 2002 році «Текстафріка» вперше з 1999 року вилетіла в другу лігу, наступного ж сезону клуб повернувся до вищого дивізіону, але за підсумками цього ж сезону знову повертається до другого дивізіону. Тільки в 2007 році «Текстафриці» по завершенні сезону вдалося знову повернутися до вищого дивізіону.

## Стадіон
«Текстафріка» грає домашні матчі на стадіоні «Ештадіу да Соалпу», який може вмістити 5000 глядачів.

## Досягнення
- Чемпіонат Мозамбіку з футболу (колоніальний період):
  -  Чемпіон (3): 1969, 1971, 1973

- Чемпіонат Мозамбіку з футболу:
  -  Чемпіон (1): 1976
  -  Срібний призер (2): 1977, 1980
  -  Бронзовий призер (2): 1978, 1979

- Кубок Мозамбіку:
  -  Фіналіст (3): 1983, 2000/01, 2004.

## Статистика виступів
| Сезон     | Ліга                     | Місце | Ігор | в  | н  | п  | Різниця | Очок |
| --------- | ------------------------ | ----- | ---- | -- | -- | -- | ------- | ---- |
| 1999/2000 | Мосамбола                | 08.   | 22   | 05 | 10 | 07 | 15:21   | 25   |
| 2000/01   | Мосамбола                | 04.   | 22   | 09 | 05 | 08 | 22:24   | 32   |
| 2002      | Мосамбола                | 11.   | 22   | 03 | 06 | 13 | 15:39   | 15   |
| 2003      | Друга ліга. Зона «Центр» | 01.   | 05   | 03 | 0  | 02 |         | 9    |
| 2004      | Мосамбола                | 11.   | 22   | 05 | 07 | 10 | 15:30   | 22   |
| 2005      | Друга ліга. Зона «Центр» | 02.   | 22   |    |    |    |         | 46   |
| 2006      | Друга ліга. Зона «Центр» | 02.   | 22   | 15 | 02 | 05 | 45:18   | 47   |
| 2007      | Друга ліга. Зона «Центр» | 01.   | 22   | 14 | 05 | 03 | 31:12   | 47   |
| 2008      | Мосамбола                | 11.   | 26   | 04 | 11 | 11 | 16:27   | 23   |
| 2009      | Мосамбола                | 08.   | 26   | 10 | 03 | 13 | 22:24   | 33   |

## Відомі гравці
- Деніс Калала
- Антоніу Пеквеніну
- Ернест Угвуаньї
- Деніел Мілліон

## Відомі тренери
- Алекс Алвеш (2009)